# Сокольники (Тамбовская область)
Сокольники — село в Моршанском районе Тамбовской области России. 
Входит в Крюковский сельсовет.

## География
Расположено на реке Цна, в 4 км к юго-востоку от центра города Моршанск, и в 79 км к северу от центра Тамбова.
На юге примыкает к селу Крюково.

## Население
| 2002 | 2010 |
| ---- | ---- |
| 721  | ↗767 |

Согласно результатам переписи 2002 года, в национальной структуре населения русские составляли 98 % от жителей.